# Kecamatan Wih Pesam
Kecamatan Wih Pesam (indonesiska: Wih Pesam) är ett distrikt i Indonesien.   Det ligger i provinsen Aceh, i den västra delen av landet, 1 600 km nordväst om huvudstaden Jakarta.